# HANSA Baugenossenschaft

Geschäftsstelle der HANSA Baugenossenschaft in Hamburg-Barmbek, Drosselstraße 6

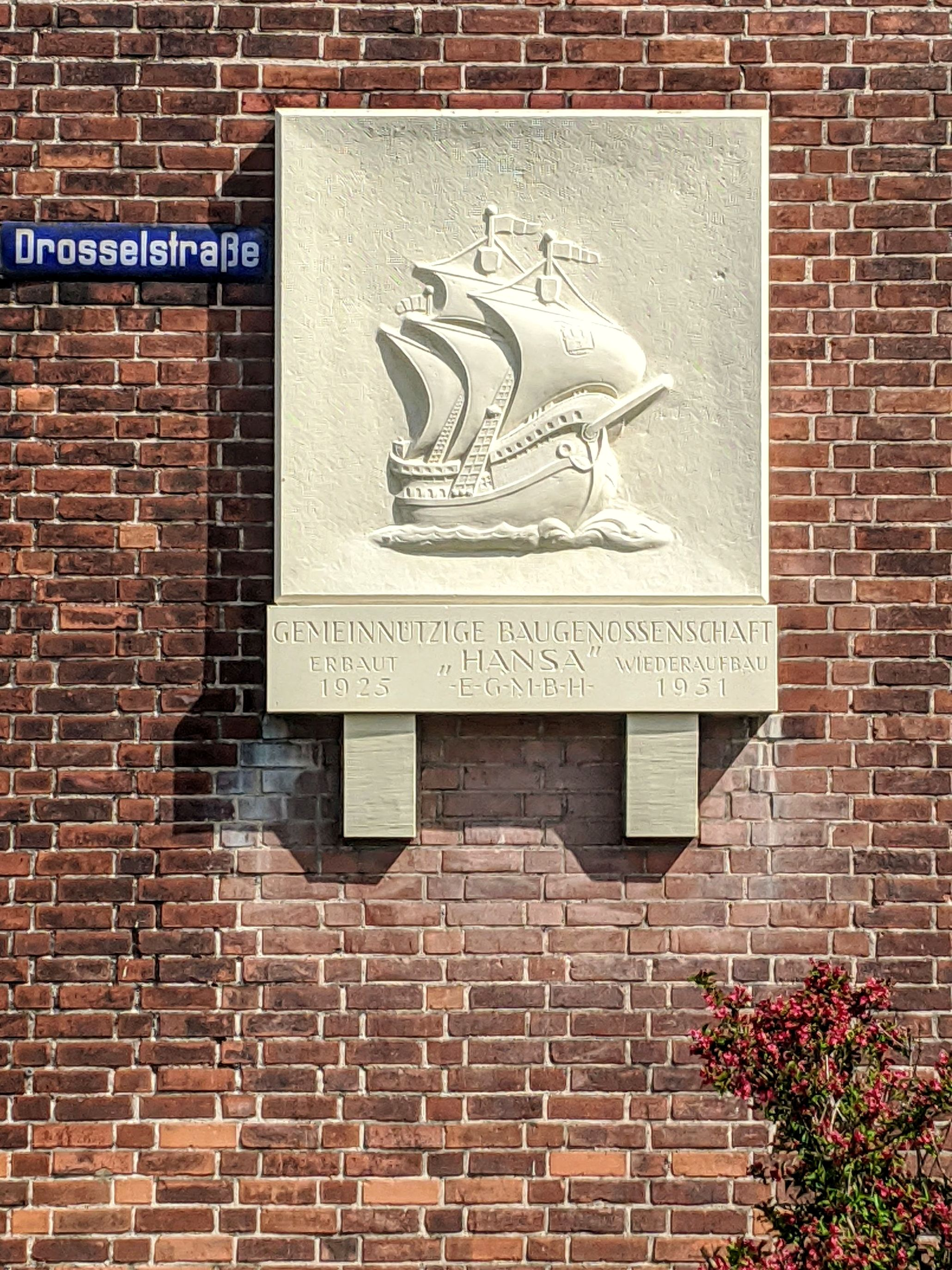
HANSA-Logo an der früheren Geschäftsstelle Drosselstraße in Barmbek

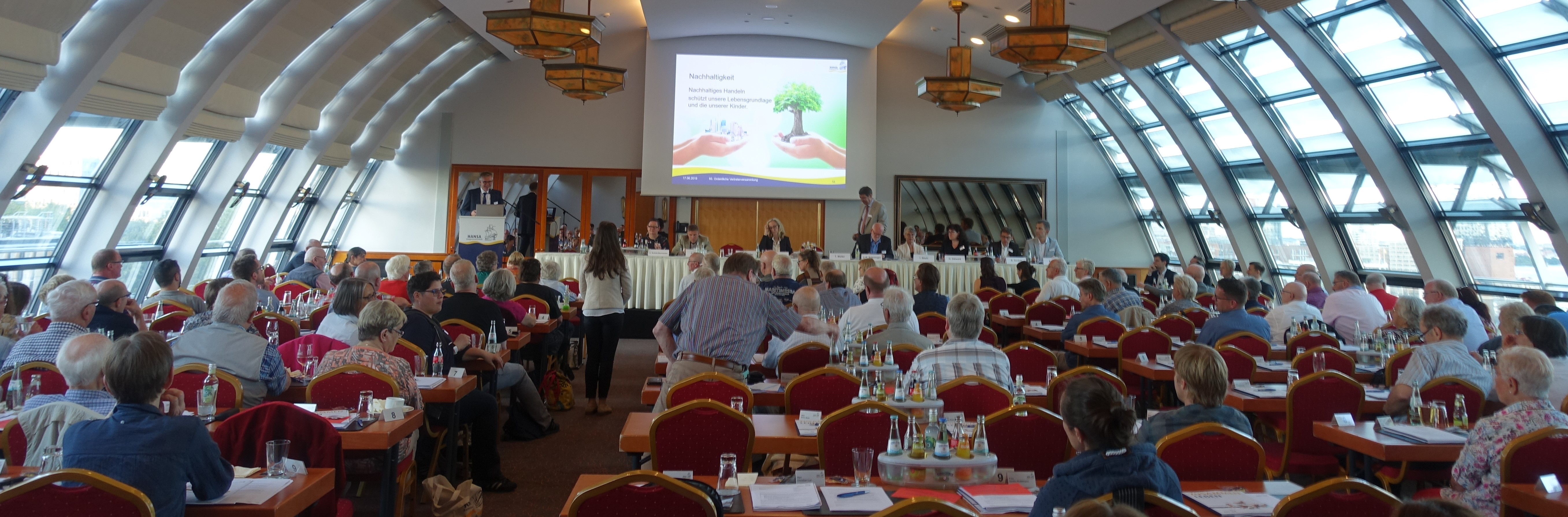
Vertreterversammlung am 17. Juni 2019 im Hotel Hafen Hamburg

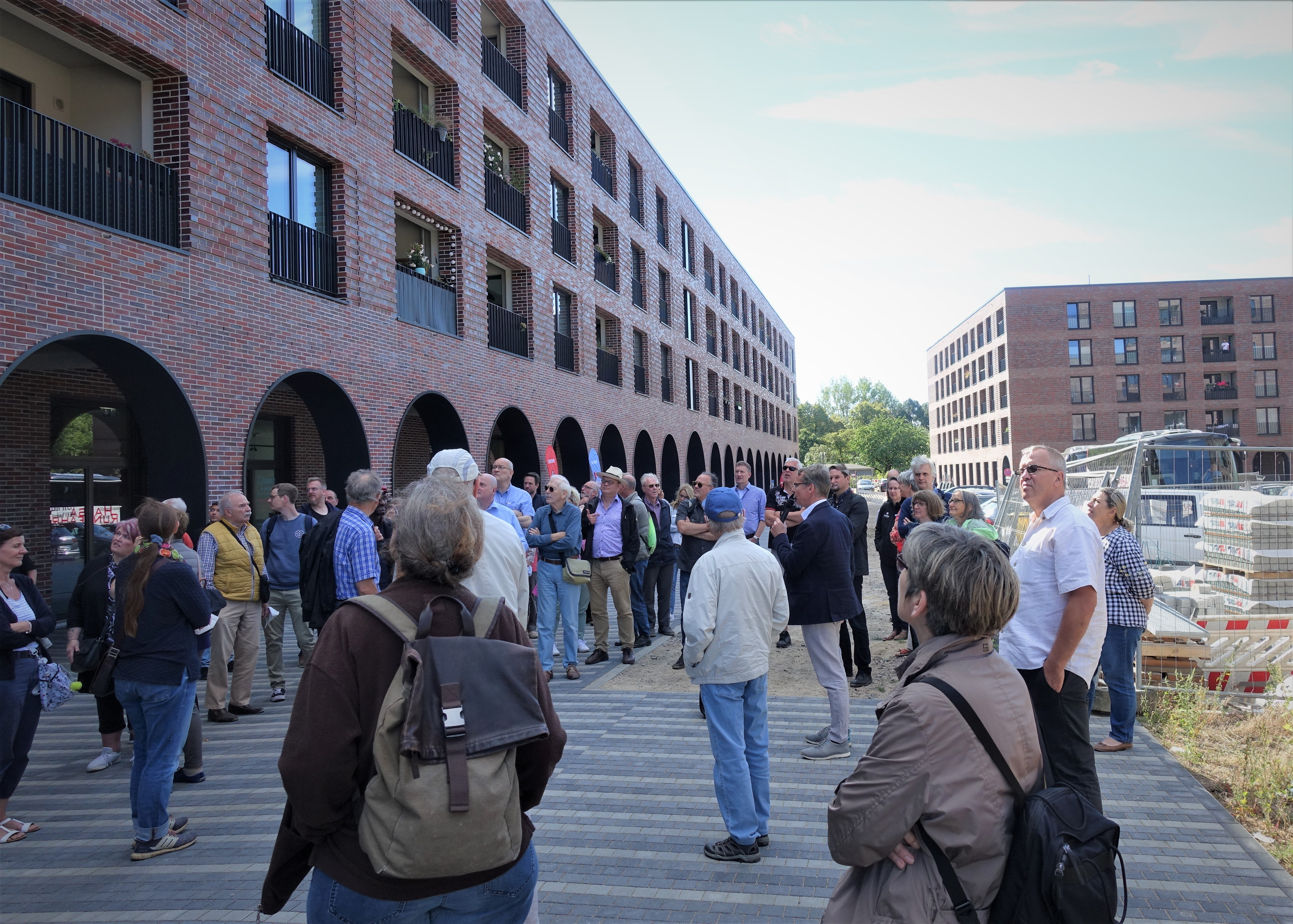
Vertreterrundfahrt 2022 Besichtigung Neubau Pergolenviertel

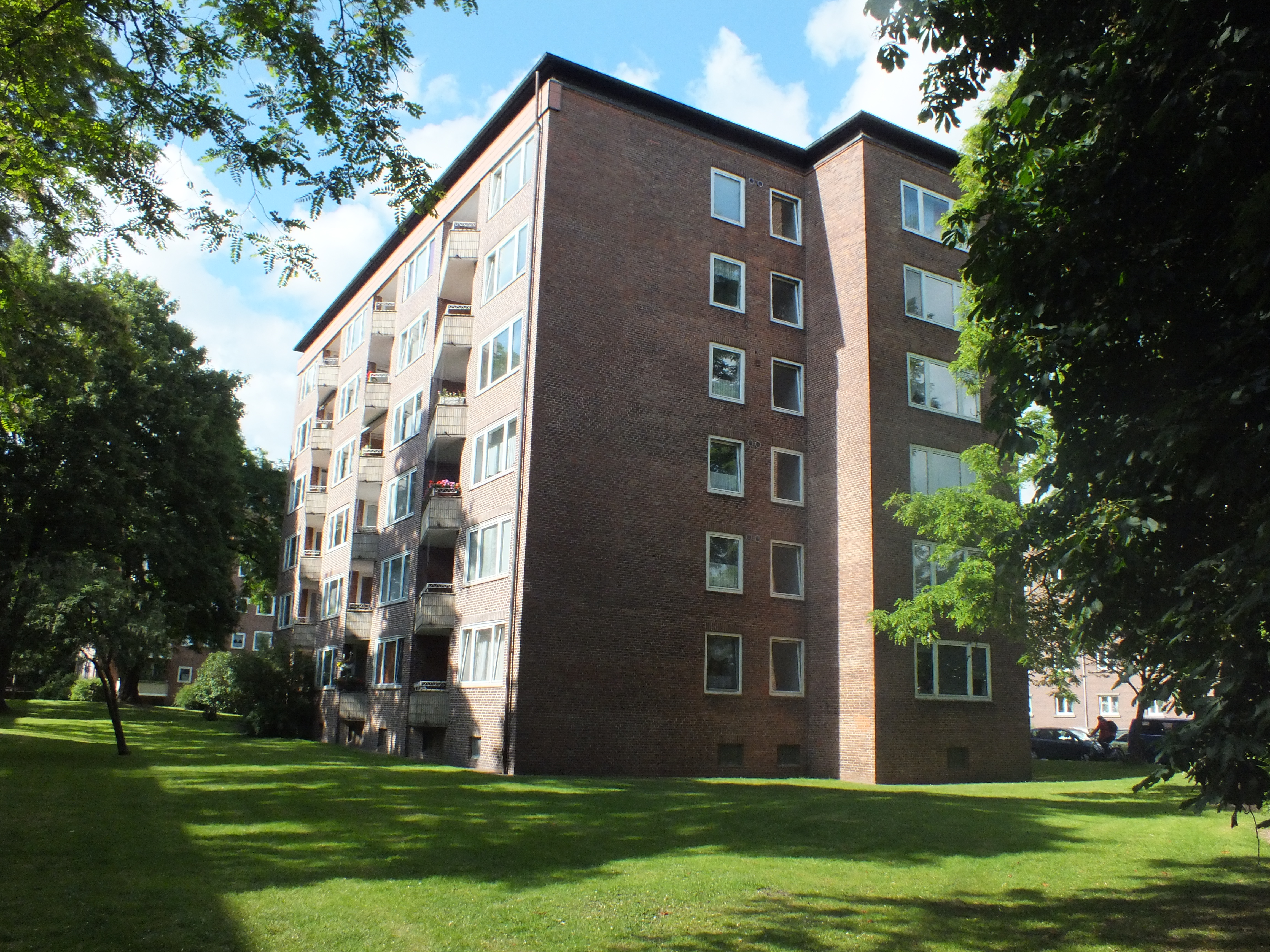
Hochhaus der HANSA Baugenossenschaft im Dulsberg, erbaut 1955

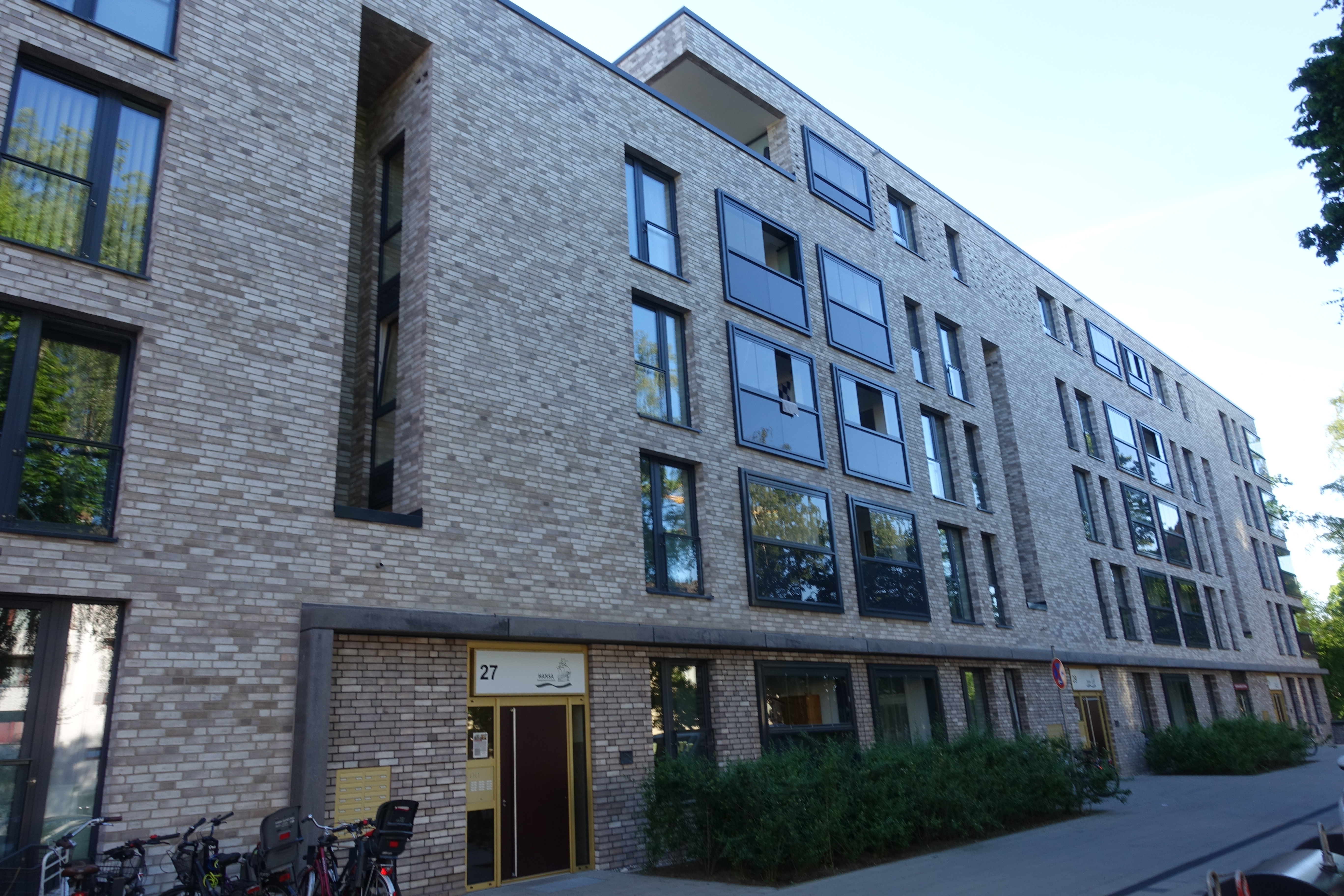
Neubau-Projekt 2017 in Hohenfelde

Gedenktafel für Mitbegründer der
Hansa Genossenschaft W. Lenkerstorf

Die HANSA Baugenossenschaft eG wurde 1925 in Hamburg gegründet und entwickelte sich zu einer großen Wohnungsbaugenossenschaft mit 14.005 (2024) Mitgliedern und  10.033 Wohnungen. Die Bilanzsumme beträgt 599,3 Mill. Euro (2024).

## Wohnungsbestand
Die Genossenschaft besitzt 10.033 (2024) Wohnungen in Hamburg. Mit 4.654 Einheiten liegt der Großteil des Bestands im Bezirk Hamburg-Mitte. 1.880 Wohnungen liegen im Bereich Wandsbek, 1.905 Wohnungen in den Bezirken Eimsbüttel und Hamburg-Nord, 907 im Bezirk Bergedorf und 500 im Bezirk Altona.

### Neubauprojekte
Die HANSA plant folgende Neubauvorhaben in Hamburg:
- 78 Wohnungen in Lohbrügge am Beensroaredder (Baubeginn 2026)

In Zukunft will die HANSA verstärkt auf eigenen Bestandsgrundstücken bauen. Die Modernisierung des Wohnungsbestandes steht im Vordergrund. Die Investitionen unter Berücksichtigung der angestrebten Klimaneutralität bis 2045 wurden dafür stark erhöht. Bis Ende 2026 sollen 10 % der Wohnungen mit Photovoltaik-Mieterstrom ausgestattet werden.

## Geschichte
Die Anfänge der HANSA Baugenossenschaft gehen auf den 6. Oktober 1925 zurück. Mit dem erklärten Ziel, der Wohnungsnot in der Hansestadt zu begegnen, trafen sich damals sieben Frauen und Männer der Hamburger Hochbahn AG. In einem Lokal im Stadtteil Rothenburgsort gründeten sie einen genossenschaftlich organisierten Bauverein. 1926 hatte die Genossenschaft 270 Mitglieder, aber noch keine Wohnungen. Im Jahr 1927 kam es zu einer schweren Krise, weil der Vorstand und Aufsichtsrat ehrenamtlich arbeiteten und die notwendigen Fachkenntnisse fehlten. 1935 gab es 330 Mitglieder und 335 Wohnungen.
Die ersten Jahre waren geprägt von erheblichen Eigenleistungen und dem Ansparen der Genossenschaftsanteile. Durch Neubau und Fusionen wuchs der Wohnungsbestand in der Folge stetig an. Und so verfügte die „Gemeinnützige Baugenossenschaft HANSA e.G.m.b.H. Hamburg“ zu Beginn des Zweiten Weltkriegs bereits über 805 Wohnungen, elf Ladengeschäfte und fünf Garagen. Von diesen waren 1945 nicht einmal mehr jede zweite Wohnung und nur noch zwei Läden intakt. 1955: Mitglieder 3.123 und 2.828 Wohnungen.
Mit Elan und in Eigenregie machte sich die HANSA mit ihren Mitgliedern an den Wiederaufbau: 20 Jahre nach Kriegsende war der Bestand auf 5.171 Wohnungen angewachsen und erreichte bis 1988 mit fast 8.000 Einheiten schließlich einen vorläufigen Höhepunkt. 1975 wurden auch die Spareinrichtung gegründet und erste große Modernisierungsleistungen durchgeführt. Auf der 98. Vertreterversammlung am 24. Juni 2024 wurde die Einstellung der Spareinrichtung beschlossen.
Im Dezember 2024 zog die Geschäftsstelle der Genossenschaft in einen Neubau in der Drosselstraße in Barmbek.

## Organisation der Genossenschaft
Höchstes Organ der Genossenschaft ist die Vertreterversammlung. Die 147 Vertreter werden alle fünf Jahre von den Mitgliedern der Genossenschaft gewählt. Den Vertretern obliegt u. a. die Wahl des Aufsichtsrates. Der Aufsichtsrat bestellt die Mitglieder des Vorstandes. Sie vertreten die Wohnungsbaugenossenschaft und sind für die Geschäftsführung verantwortlich. Die Vertreter werden regelmäßig zu Besprechungen und einmal im Jahr zur Vertreterversammlung mit dem Aufsichtsrat und Vorstand eingeladen und über die Genossenschaft informiert. Einmal im Jahr wird eine Rundfahrt durch den Wohnungsbestand durchgeführt.
Die HANSA hat derzeit sieben Nachbarschaftstreffs, in denen vielfältige Angebote stattfinden. Im Sinne der genossenschaftlichen Prinzipien Selbsthilfe, Selbstverwaltung und Selbstverantwortung spielt das ehrenamtliche Engagement der Mitglieder eine besondere Rolle. Das Ziel ist die Gemeinschaft aktiv zu gestalten durch Austausch und Kommunikation, von Nachbarn für Nachbarn.

## Nachbarschaftsfonds
Zum 90. Jubiläum der HANSA haben Vorstand und Aufsichtsrat 2015 beschlossen, einen Nachbarschaftsfonds aufzulegen. Er ist mit 30.000 Euro pro Jahr ausgestattet – Geld, das nicht der Regelfinanzierung dient, sondern helfen soll, kleine Projekte für die Gemeinschaft umzusetzen. Auch in den Jahren danach wurden jeweils 30.000 Euro zur Verfügung gestellt und insgesamt 43 Mitgliederprojekte gefördert. In den folgenden Jahren wurde die Förderung fortgesetzt. Gleichzeitig will der Fonds das ehrenamtliche Engagement in den HANSA-Quartieren unterstützen und Nachbarschaften festigen. Die Entscheidung über die Mittelvergabe trifft ein Vergabeausschuss aus sieben gewählten Vertretern.

## Baudenkmäler
Einige Wohnhäuser der HANSA stehen als Baudenkmal unter Denkmalschutz.

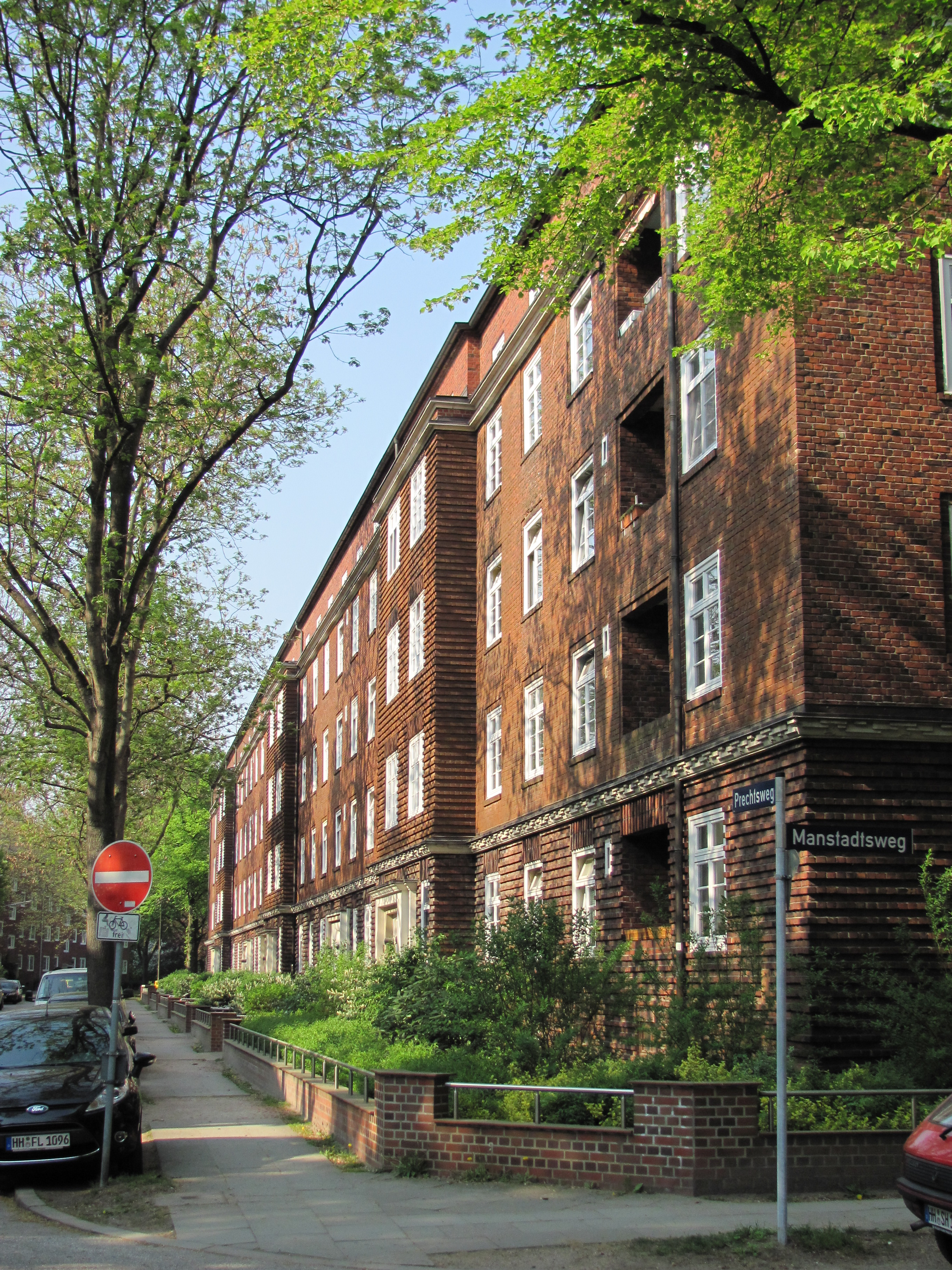
Wohnblock am Prechtsweg in Barmbek-Nord
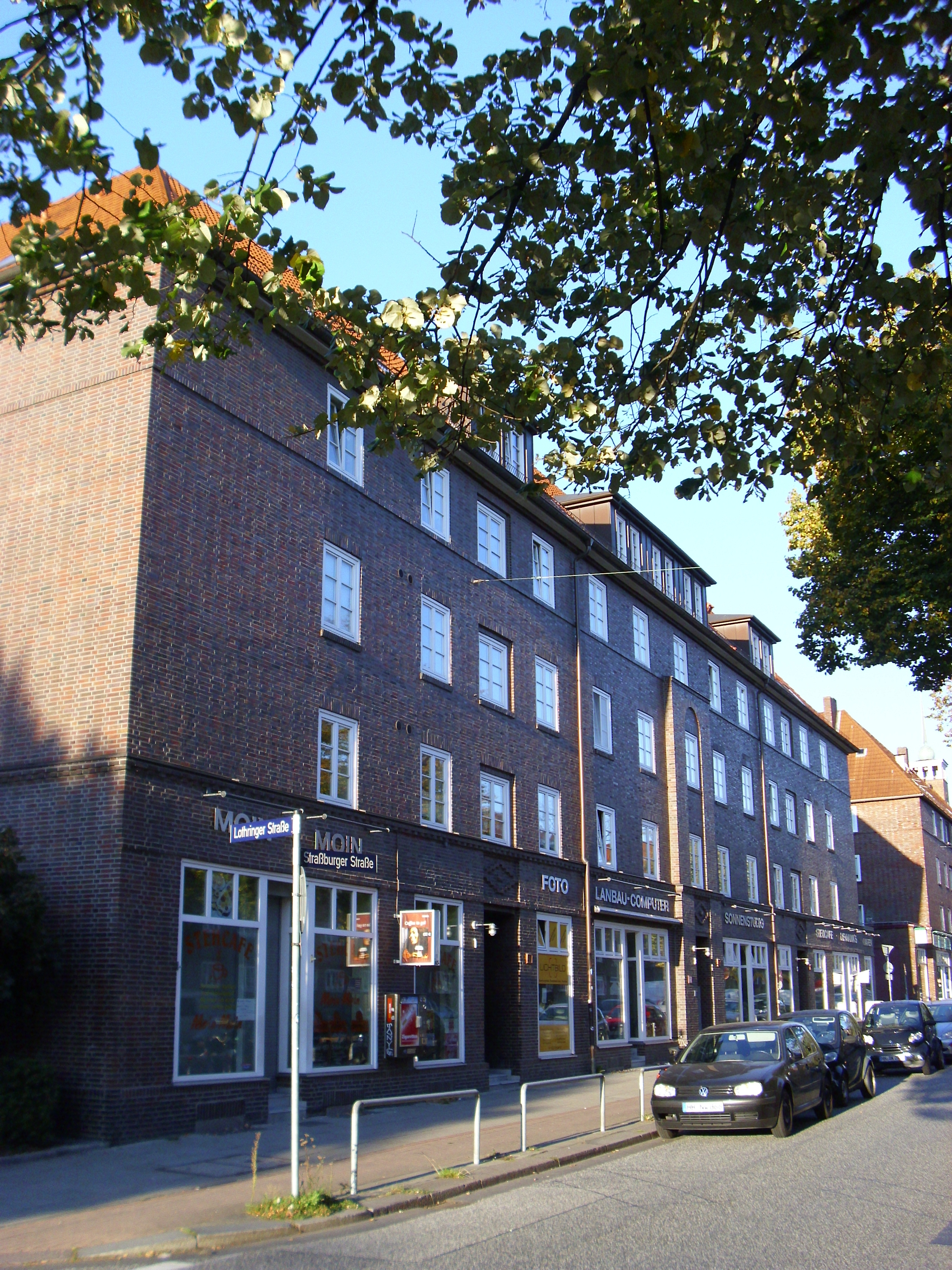
Straßburger Straße in Dulsberg
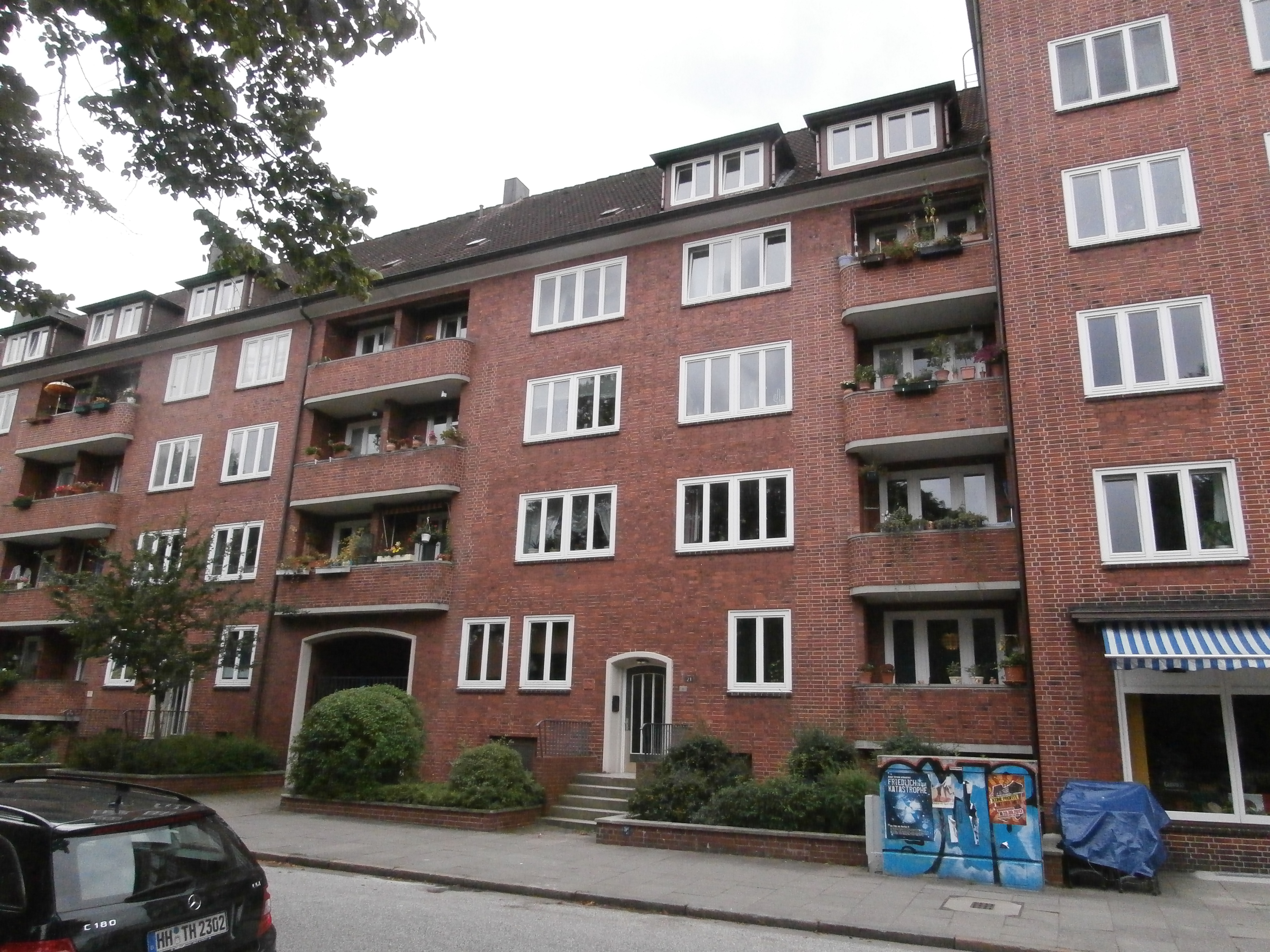
Behnstraße in Altona-Altstadt

## Besonderheiten
Etwa 5,10 m (Oberkante Tunnel) unter dem Keller des HANSA-Wohnhauses Behnstraße 9/11 verläuft in einer engen Kurve mit einem Radius von etwa 300 Metern die City-S-Bahn Hamburg. Der Bahntunnel wurde ab 1975 bis 1978 nachträglich unter dem 1953 gebauten Haus errichtet. Dazu wurde direkt unter dem Keller der Wohnanlage in mehreren Zwischenschritten eine auf je 56 cm starke Bohrpfähle lastende Spannbetonplatte von 1,10 m Stärke eingezogen und das Fundament des HANSA-Hauses auf diese Betonplatte umgelagert. Unter der Betonplatte konnte nachfolgend der S-Bahn-Tunnel gebaut werden. Das Haus blieb während der gesamten Bauarbeiten bewohnt.